# Seringes-et-Nesles
Seringes-et-Nesles é uma comuna francesa na região administrativa de Altos da França, no departamento de Aisne. Estende-se por uma área de 13,49 km². Em 2010 a comuna tinha 277 habitantes (densidade: 20,5 hab./km²).